# 2429 Шюрер
2429 Шюрер (2429 Schürer) — астероїд головного поясу, відкритий 12 жовтня 1977 року.
Тіссеранів параметр щодо Юпітера — 3,374.